# Halecium lucium
Halecium lucium är en nässeldjursart som beskrevs av Antsulevich 1979. Halecium lucium ingår i släktet Halecium och familjen Haleciidae. Inga underarter finns listade i Catalogue of Life.